# Iglesia de Madonna di Campagna (Verona)
La iglesia de Madonna di Campagna (en italiano: chiesa di Madonna di Campagna) (también llamada, santuario de Santa Maria della Pace) es una iglesia renacentista de Italia que se encuentra en el barrio de San Michele Extra, en Verona.  En septiembre de 1986, el papa Juan Pablo II la elevó a la dignidad de basílica menor.

## Historia y descripción

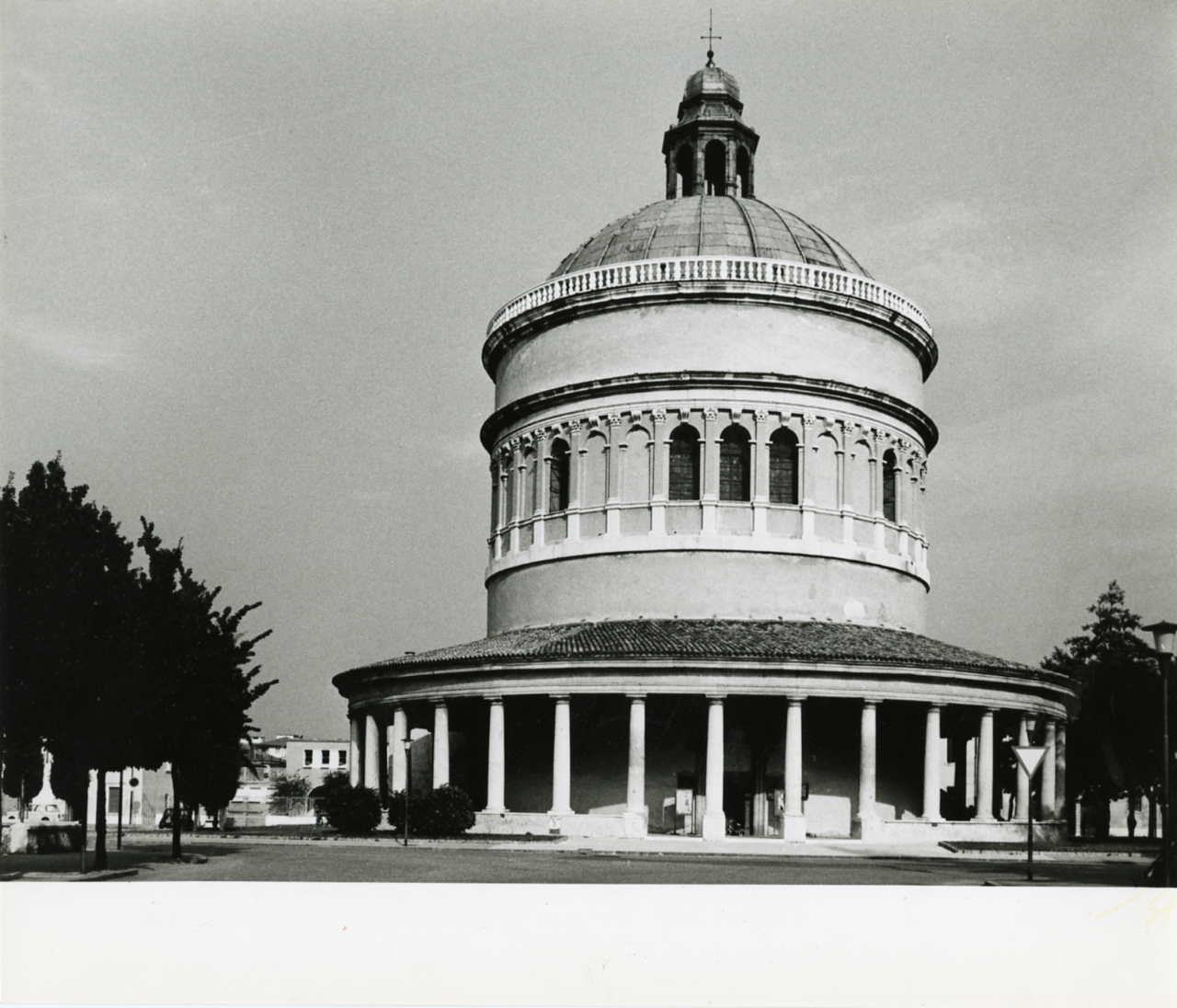
Foto de Paolo Monti, 1972

Las obras comenzaron en 1559 con el fin de crear un lugar para preservar una imagen sagrada de la Virgen del siglo XIV. El diseño del templo fue confiado a Michele Sanmicheli , comenzado el mismo año de su muerte y concluida en 1586 por su pariente y alumno Bernardino Brugnoli. En 1561 , con las obras avanzadas, el muro con la preciosa imagen de la Virgen se colocó detrás del altar mayor.  Algunas pinturas valiosas se conservan: de Felice Brusasorzi, llamado Brusasorzi, de Paolo Farinati y de Claudio Ridolfi. 
Si el exterior de la iglesia parece circular (aunque es más bien un óvalo), el interior tiene, inesperadamente, planta octogonal.
Entre el proyecto original de Sanmicheli y el resultado final, sin duda hay algunas diferencias.  Vasariafirma que el trabajo fue «... en muchos lugares paralizado [a cauda de la] la miseria, debilidad y poquísimo juicio de los diputados sobre esa fábrica».
Un elemento interesante del edificio es el pórtico.  Sanmicheli quería una columnata que rodeara el edificio, no solo para proporcionar refugio, sino también para recordar los templos romanos como el templo de Vesta en Roma y el templo de la Sibila en Tivoli.
El campanile alberga un conjunto de bronces renacentistas afinados en la escala de La mayor, diseñados para los conciertos de [Campane alla veronese]].
En una sala frente al Oratorio cuelga un enorme cocodrilo disecado, que las leyendas de finales del siglo XIX quieren que el reptil, llevado a San Miguel por algunos miembros de una familia adinerada, una vez crecido fue abandonado en las pantanosas campañas y vagaba sin ser molestado cerca del río Adigio, aterrorizando a pastores y pescadores. Una vez capturado y muerto, se colocó por primera vez en la iglesia en honor de la Virgen, posteriormente encontró otros alojamientos siempre dentro del complejo de la Basílica.